# 굿바이 마이 러브 NK: 붉은 청춘
"굿바이 마이 러브 NK: 붉은 청춘"(Goodbye My Love, NK)은 한국에서 제작된 김소영 감독의 2017년 다큐멘터리 영화이다. '모스크바 8진'(정린구·허웅배·한대용·리경진·김종훈·리진황·최국인·양원식) 중 생존해 있던 최국인 감독과 김종훈 촬영감독 두 사람의 증언을 통해 지금까지 접하지 못했던 '망명 북한 청년들'의 이야기를 펼쳤다. 일찍 세상을 떠나 인터뷰 자료가 남아 있지 않은 한대용(한진)의 경우 아내 지나이다 이바노브나의 회고나 재현 장면을 활용했다.
안산 땟골 마을에서 타슈켄트라는 식당을 운영하기 시작한 고려인 김알렉스와 부인 허스베타 씨의 이야기를 담은 "눈의 마음: 슬픔이 우리는 데려가는 곳"(2014), 강제 이주라는 비극적 현실 속에서도 노래와 춤으로 모두를 위로했던 두 디바 방 타마라와 이함덕 이야기 "고려 아리랑: 천산의 디바"(2017)를 잇는 '망명 3부작' 중 마지막 작품이다.

## 출연

### 주연
- 김종훈
- 최국인
- 지나이다 이바노브나
- 한 안드레이
- 한 지마
- 문 빅토르
- 좌봐예프 무싸베코프

## 기타
- 프로듀서: 하수정
- 녹음: 유동식
- 녹음: 배강범
- 음향: 정지영
- 음향: 정지영
- 미술: 이애림
- 광고디자인: 박현지
- 기술지원: 이용협
- 디지털색보정: 형준석
- 코디네이터: 오정택
- 코디네이터: 김병학
- 코디네이터: 진재정
- 코디네이터: 윤욱현
- 코디네이터: 이준우
- 배급총괄: 김일권
- 국내배급: 김혜림
- 국내배급: 이현경
- 해외배급: 강봉수
- 마케팅홍보: 오보라
- 마케팅홍보: 안미진
- 예고편: 변상수
- 예고편: 이연화
- 번역: 김병학
- 번역: 한율리아
- 번역: 윤욱현